# Ludvig Israel Brandes
Ludvig Israel Brandes, född den 26 oktober 1821 i Köpenhamn, död där den 17 september 1894, var en dansk läkare.
Brandes dimitterades 1839 från Borgerdydskolen i Köpenhamn och avlade läkarexamen 1845. Efter en studieresa till utlandet och en flerårig kandidatfunktion på Almindelig Hospital fungerade han som underläkare i hären i fälttåget 1848, fick 1848 licentiat- och 1850 doktorsgraden, var därefter reservmedikus på Almindelig Hospital och senare på Frederiks Hospital, praktiserade i Köpenhamn privat och som distriktsläkare och blev 1863 överläkare vid Almindelig Hospitals 11:e avdelning och Lemmestiftelse. År 1869 fick han professorstiteln. Utöver hans akademiska dissertationer och olika mindre uppsatser bidrog han till den medicinska litteraturen genom en utförlig handbok i sjukdomsläran (4 band, 1859–1866). Med outtröttlig energi arbetade han, litterärt och främst praktiskt, i filantropisk riktning, och bland de viktiga institutioner, som kom till på hans initiativ, kan särskilt framhävas Köpenhamns sjukhem, som vars sjukvårdskunnige direktör han sedan dess fullbordande 1859 var verksam, och den ömsesidiga hjälpföreningen för kvinnliga handarbetare (grundad 1867).

## Utmärkelser
- Riddare av Dannebrogorden,  1859[2]
- Dannebrogsmännens hederstecken,  1888[3]

[Redigera Wikidata]